# Franck Pourcel
Pour les articles homonymes, voir Pourcel.
Franck Pourcel, né   le 14 août 1913 à Marseille (Bouches-du-Rhône) et mort le 12 novembre 2000 à Neuilly-sur-Seine (Hauts-de-Seine), est un chef d'orchestre et compositeur français principalement connu pour ses adaptations orchestrales de musiques célèbres dans le style easy listening (« écoute facile » en anglais, soit variétés en français).

## Biographie

### Jeunesse
Franck Marius Louis Pourcel naît le 14 août 1913 à Marseille. Son père le prénomme ainsi en hommage au compositeur César Franck.
Il est violoniste au départ dans un petit sextuor de danse et de salon, pour lequel il enregistre déjà quelques disques entre 1952 et 1954.

### Carrière
Son rêve de diriger un grand orchestre se réalise dès 1952 en s'inspirant des formations existantes aux États-Unis, avec ses premiers succès comme  Limelight, Blue Tango et Mon cœur est un violon. Il enregistre un album avec le saxophoniste Guy Lafitte : Guy Lafitte avec Franck Pourcel et son orchestre (1953). En 1959, Franck Pourcel sort aux États-Unis sa version d'Only You (And You Alone) dont il vend 3 millions d'exemplaires et est le premier chef d'orchestre français hors musique classique à être célèbre aux États-Unis.
Paul Mauriat lui-même sera promu en tant que chef d'orchestre par Franck Pourcel, en lui montrant au départ ses talents de pianiste.
Pendant plus de quarante ans, il adapte les grands succès de la chanson ou du cinéma pour les cordes et cuivres de son orchestre.

#### SériesAmour, Danse et ViolonsetPages Célèbres
Il enregistre entre 1952 et 1985 notamment, 250 albums dont la série Amour, Danse et Violons (ADV) (54 albums), reprenant des succès des musiques et chansons populaires dans le domaine des variétés, des musiques de films, des musiques folkloriques, de danse de salon telle que des valses viennoises ou de Paris, des tangos célèbres, ou des charlestons ou chansons de la Belle époque en réadaptant leur orchestration au goût du jour des années soixante.
En 1958, il commence une série classique Pages célèbres : il enregistre des classiques populaires avec 80 musiciens, ce qui donne l’occasion à son public de « variétés » de découvrir la musique classique et légère, en les réadaptant par quelques arrangements de manière divertissante, reprenant également par exemple avec des violons des partitions pour piano de Chopin. Cette série lui permet de diriger des orchestres tels que :
- le London Symphony Orchestra ;
- l'orchestre de la Société des concerts du Conservatoire ;
- l'orchestre de la BBC de Londres au Royal Festival Hall ;
- l’orchestre des Concerts Lamoureux à la Salle Pleyel.

« Premier produit français d'exportation pour les disques depuis 20 ans » affirme-t-il en 1982. On avait coutume de dire que la hauteur de ses ventes de vinyles dépassait 20 fois la Tour Eiffel. Il enregistre chez Pathé Marconi-La Voix de son maître.
Il adapte pour orchestre des musiques de style divers : Édith et Pourcel, Cole Porter Story, Latino Americano, Paris, Franck Meets The Beatles, Franck rencontre Abba, New Sound Tangos, Un Américain à Paris de George Gershwin, Flash Back To 1925-1935, Franck joue pour les amoureux, jusqu'aux musiques de film : Western, Love Story, James Bond, Palme d'or.
Il accompagne de 1956 à 1972 la sélection française au Concours Eurovision de la chanson.
Il a accompagné à travers le monde Lucienne Boyer et son célèbre Parlez-moi d'amour et orchestré les succès de Gloria Lasso, les premiers disques de Charles Aznavour et d'Yves Montand.

#### Compositions dontChariot
Il est également l'auteur de quelques chansons : Avec pour Charles Aznavour, La Longue Marche pour Les Compagnons de la chanson, Quand on est ensemble pour France Gall, Gouli Gouli Dou pour Jacqueline Boyer.
Sous le pseudonyme de J.W. Stole, avec ses amis également parmi les plus connus des chefs d'orchestre français, Paul Mauriat, qui adopte à cette occasion le pseudonyme : « Del Roma » et Raymond Lefèvre, il compose la chanson Chariot, de titre anglais I Will Follow Him, qui devint un grand succès de Petula Clark. Ce titre est enregistré aux États-Unis par Little Peggy March, et devient numéro 1 pendant plusieurs semaines au Billboard américain. Il est repris dans Sister Act et sa suite, avec Whoopi Goldberg, et par Eminem dans Guilty Conscience.
Il compose la BO du film Les Arnaud où se côtoient Salvatore Adamo et Bourvil.
Il compose également de nombreuses pièces descriptives souvent adaptées à la musique de genre, telles que : Concorde, évoquant le fameux avion supersonique, Schuss, décrivant les évolutions acrobatiques des skieurs, Ski-shuss, Danse Vise, valse évocatrice en 1963, Saint-Nicolas, ou Venezuela Suya.
Il produit l'album de l'opéra-rock La Révolution française d'Alain Boublil et Claude-Michel Schönberg (devenu son directeur artistique, il produira l'album du Premier Pas).

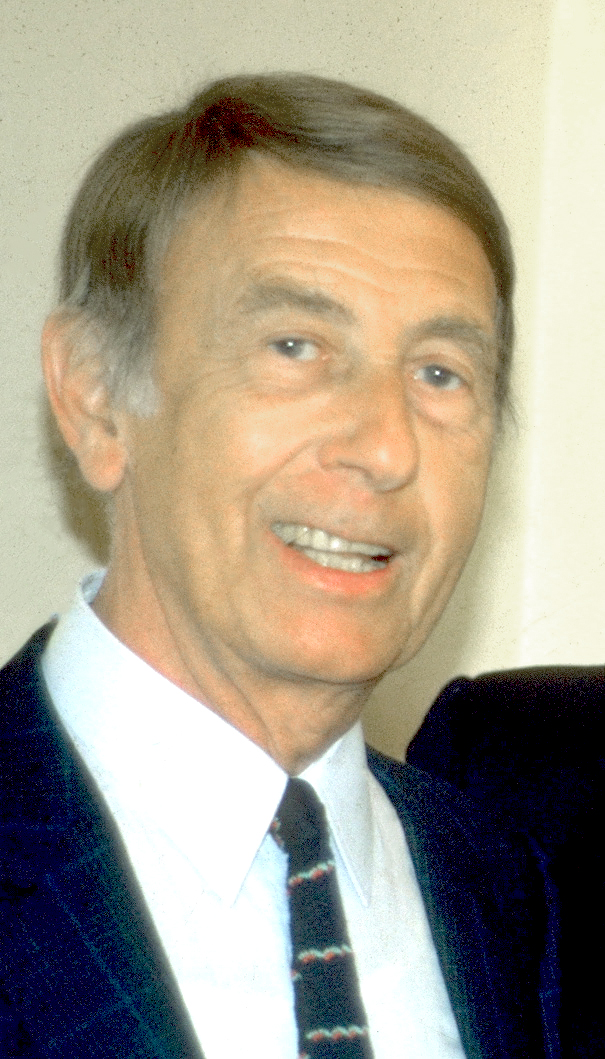
Franck Pourcel dans les années 1980.

Il apparaît pour la dernière fois à la télévision française en 1984 dans l'émission Champs-Élysées que Michel Drucker lui consacre, aux côtés du trompettiste d'ambiance Georges Jouvin.
Il continue d'effectuer quelques tournées aux États-Unis où il restera adulé tout comme notamment au Japon.
En 1996, les quatre chefs, Franck Pourcel au violon, Paul Mauriat au piano, Raymond Lefèvre à la flûte traversière et Francis Lai à l'accordéon décident de s'associer pour composer et jouer Quartet for Kobe, à la mémoire des victimes du tremblement de terre de Kobe de 1995.

### Vie privée et mort
Il a une fille, Françoise Pourcel, qui s'occupe de la réédition de l'œuvre paternelle en CD.
Il meurt le 12 novembre 2000 à Neuilly-sur-Seine à l'âge de 87 ans, des suites de la maladie de Parkinson. Il est crématisé.

## Discographie
Sa discographie très importante fut la plus célèbre et vendue en tant qu'orchestre français de musique légère et de variétés, notamment dans les deux principales séries :
- Amour, Danse et Violons, sur 54 volumes entre 1956 et 1977
- Pages célèbres (de la musique classique), sur 10 volumes au cours des années 1960

Plusieurs coffrets furent édités au fil des années sous forme de compilations, tels que Pleins Feux sur Franck Pourcel chez Sélection du Reader Digest.
Il a reçu entre autres les distinctions suivantes :
- 1956 : Grand prix du disque français
- 1957 : Grand prix du disque au Brésil
- 1963 : Disque d'or au Venezuela Discomoda
- 1965 : Amsterdam : The Edison Price (équivalent des Oscars) pour ses orchestrations de musique populaire
- 1966 : Disque d'or pour ses ventes en France
- 1968 : Disque d'or en Colombie Disco Mundo
- 1969 : Grand prix du disque de l'académie Charles-Cros à Paris [6]
- 1969 : Disque d'or au Japon pour l'album Continental Tango
- 1970 : Disque d'or au Japon pour l'album Adoro
- 1972 : Tokyo Music Festival - meilleur arrangeur
- 1973 : Guacaipuro de Oro au Venezuela
- 1973 : Disque d'or au Japon pour l'album For your Lovely Baby